# Вулиця Батова (Донецьк)
Вулиця Батова — одна з вулиць міста Донецька. Розташована між проспектом Панфілова та проспектом Миру.

## Історія
Вулиця названа на честь одного з керівників більшовицької організації Андрія Батова.

## Опис
Вулиця Батова розташована у Ворошиловському районі та Київському районі. Деякі будинки по цій вулиці розташовані далеко від неї. Довжина вулиці становить близько пів кілометра.